# Pericyma validula
Pericyma validula là một loài bướm đêm trong họ Erebidae.